# Ophiochrysis
Ophiochrysis is een geslacht van slangsterren uit de familie Ophiuridae.

## Soorten
- Ophiochrysis ornata Koehler, 1904